# 高丘哲次
高丘 哲次（たかおか てつじ、1981年 - ）は、日本の小説家。北海道函館市生まれ。

## 経歴・人物
国際基督教大学教養学部人文科学科を経て、同大学大学院比較文化研究科博士前期課程修了。2017年、第2期「ゲンロン大森望SF創作講座」を受講し、最終課題提出作品「人の世の終わり」で第2回ゲンロンSF新人賞最終候補となり、山田正紀賞を授与される。2019年12月、投稿作「黒よりも濃い紫の国」が日本ファンタジーノベル大賞2019（新潮文芸振興会主催）を受賞し、同作を『約束の果て―黒と紫の国―』に改題し単行本デビューした。

## 作品リスト

### 単行本
- 『約束の果て―黒と紫の国―』（新潮社、2020年3月 / 新潮文庫、2022年11月)
- 『最果ての泥徒』（新潮社、2023年9月）

### アンソロジー収録作品
「」内が高丘の作品
- 『NOVA 2021年夏号』（河出文庫、2021年4月） 「自由と気儘」

### 雑誌掲載作品
小説
- 「黒よりも濃い紫の国（抄）」 - 『小説新潮』2019年12月号（新潮社）
- 「円の終端」 - 『小説新潮』2020年6月号（新潮社）
- 「ネクストステップ」 - 『小説新潮』2020年12月号（新潮社）
- 「ギャラクシー大相撲～横綱の逆襲～」 - 『小説新潮』2021年12月号（新潮社）
- 「三十五センチ四方の草原」 - 『小説新潮』2023年12月号（新潮社）

エッセイなど
- 「［受賞エッセイ］高丘哲次 / 留守番電話」 - 『波』2020年4月号（新潮社）
- 「SFつながり（4） 実録ゴッドガンレディオ VS サイファイア抗争史」 - 『ゲンロンβ』48号（ゲンロン、2020年4月）
- 「私的偉人伝」 - 『小説すばる』2020年6・7月合併号（集英社）
- 「著者に訊く 高丘哲次『約束の果て 黒と紫の国』」 - 『別冊文藝春秋』2020年7月号（文藝春秋）
- 「告白します 告白と赦し」 - 『小説 野性時代』2020年7月号（KADOKAWA）